# (1798) Watts
(1798) Watts ist ein Asteroid des Hauptgürtels, der am 4. April 1949 von Astronomen des Indiana Asteroid Programs am Goethe-Link-Observatorium in Brooklyn im US-Bundesstaat Indiana entdeckt wurde.
Der Asteroid ist nach dem amerikanischen Astronomen und Mitarbeiter des United States Naval Observatory Chester B. Watts benannt.